# Karl Renner
Karl Renner (pronunciació alemanya: [kaʁl ˈʀɛnɐ] ( escolteu-ho); Untertannowitz, Moràvia, Àustria-Hongria, 14 de desembre de 1870 - Viena, Àustria, 31 de desembre de 1950) va ser un polític austríac socialdemòcrata que fou nomenat "El pare de la república" perquè fou el primer Canceller (1918-1920), Ministre d'Afers Exteriors (1919-1920), President del Consell Nacional (cambra baixa del parlament) (1931-1933). Tornà a ésser Canceller (1945) i finalment fou President de la República d'Àustria entre 1945 i 1950.

## Biografia
Karl Renner va néixer a Untertannowitz, Moràvia, Àustria-Hongria (actualment Dolní Dunajovice, República Txeca) el 14 de desembre de 1870. Fou el divuitè fill d'una pobre família, com que els seus pares treballaven en una fàbrica ell va criar-se amb la família veïna. Renner fou una persona molt intel·ligent, ja ho demostrà quan anava a l'escola primària, i gràcies a això va poder estudiar en un gymnasium.
El 1891 es matriculà amb distinció i estudià dret a la Universitat de Viena, fins al 1896. El 1895 fou un dels fundadors de l'Associació Internacional d'Amics de la Natura (avui en dia compta amb 500.000 membres a tot el món). Després d'acabar la carrera treballà a la biblioteca del Reichsrat de Viena.
El 1896 ingressà al Partit Socialdemòcrata dels Treballadors d'Àustria, SDAPÖ (actual Partit Socialdemòcrata), i sempre fou un defensor del nacionalisme austríac i de la socialdemocràcia.
El 1907 fou elegit diputat als Reichsrat (parlament austríac dins d'Àustria-Hongria), aquest càrrec el va mantenir fins a la dissolució d'aquest, el novembre de 1918. Com a diputat fou un gran defensor de les cooperatives, ja que ell deia que juntament amb l'educació i els sindicats eren els pilars del socialisme. Per això, el 1911 fou elegit president de la Zentralverband österreichischer Konsumvereine (Associociació d'Entitats Cooperatives d'Àustria), però les cooperatives toparen amb la crisi financera, i Renner creà el 1912 el Kreditverband der österreichischen Arbeitervereinigungen (Associació de Crèdit als Treballadors d'Àustria), que el 1947 es convertí en l'actual BAWAG P.S.K..
Tot i la seva militància socialdemòcrata, Renner fou dels primers a renunciar a una estratègia política revolucionària, i acusà Friedrich Adler (també membre del SDAPÖ) de comunista revolucionari.
Durant la Primera Guerra Mundial Renner donà suport a Àustria-Hongria tot i que rebutjà el suport d'Alemanya.

## Canceller d'Àustria, primer mandat (1918-1920)
Després de la dissolució d'Àustria-Hongria per la derrota a la Primera Guerra Mundial, Renner i Karl Seitz, entre d'altres, foren encarregats de formar un govern provisional, Seitz fou el President de la República i ell fou nomenat el primer Canceller d'Àustria (cap de govern) el 30 d'octubre de 1918. Renner constituí un govern de gran coalició amb el Partit Socialcristià. Ell va proposar el nom de la nou estat com a República Nòrica (Norische Republik) en referència a l'antic regne celta "regnum noricum", però finalment proposà el nom d'Àustria alemanya. Es van celebrar eleccions constituents el 16 de febrer de 1919 que donaren la majoria simple al seu partit (72 diputats d'un total de 171). El 26 de juliol de 1919 fou nomenat també Ministre d'Afers Exteriors, càrrec que va mantenir fins al 22 d'octubre de 1920.
A partir d'aquí van venir les "bofetades" polítiques cap a Renner i cap al Partit Socialdemòcrata, el Tractat de Saint-Germain-en-Laye (tractat que establí les condicions de pau de la Primera Guerra Mundial, i que fou signat el 10 de setembre de 1919, establí la impossibilitat de crear un estat amb el nom d'Àustria alemanya (ja que deien que deixava la porta oberta a una futura reunificació), la pèrdua del Tirol del Sud i dels Sudets. Així doncs el 21 d'octubre de 1919, després de la ratificació del Reichsrat es canvià el nom de l'estat a Àustria.
Les dificultats no s'acabaren, ja que les tensions amb els socis conservadors del govern (Partit Socialcristià) augmentaren, i també hi va haver una discrepància interna al Partit Socialdemòcrata, ja que el partit es fraccionà en dos sectors (el socialdemòcrata moderat de Renner i el marxista revolucionari liderat per Otto Bauer), això provocà la seva dimissió com a Canceller el 7 de juliol de 1920, deixà el càrrec al conservador Michael Mayr.
A les eleccions legislatives del 17 d'octubre de 1920 guanyà el Partit Socialcristià (41,79% i 85 diputats d'un total de 183), mentre que el Partit Socialdemòcrata obtingué el 35,99% dels sufragis i 69 escons. El Partit Socialcristià formà un govern de coalició amb Partit Popular de la Gran Alemanya, cosa que desbancà els socialdemòcrates del govern, Renner deixà el càrrec de Ministre d'Afers Exteriors el 22 d'octubre de 1920, també a Mayr.

## Tornada a l'oposició i presidència delReichsrat
Després de la tornada a l'oposició continuaren les disputes amb Otto Bauer i el seu sector. Tot i això Bauer fou elegit president del partit, i duent a terme la seva ideologia, el maig de 1924 fundà les Republikanischer Schutzbund, una organització paramilitar del partit (com la Heimwehr del Partit Socialcristià).
Renner conservà el seu escó al Reichsrat tant en les eleccions de 1923 com en les de 1927, tot i que la victòria fou per al Partit Socialcristià.
Tot i la victòria del Partit Socialdemòcrata a les eleccions anticipades de 1930 (72 de 165 escons i el 41,69% dels sufragis) i que Renner també fou reelegit, el Partit Socialcristià (CS) formà una coalició amb el Partit Popular de la Gran Alemanya, el Landbund i el Heimatblok que sumaren 93 diputats suficients per formar govern, i el Canceller conservador Otto Ender prengué possessió del càrrec al desembre de 1930. Tot i això la coalició no es va posar d'acord per elegir el President del Cansell Nacional (cambra baixa del parlament), el socialdemòcrata Matthias Eldersch fou en fou elegit.
En una difícil legislatura, en què les disputes, la tensió i les acusacions foren constants, a més a més Eldersch, el president del Consell Nacional morí el 20 d'abril de 1931, i durant nou dies el càrrec estigué vacant.
El Partit Socialdemòcrata presentà com a candidat a substituir a Eldersch a Renner, mentre que els partits del govern de dretes no es posaren d'acord i finalment Renner fou elegit com a tal el 29 d'abril de 1931.
La situació no cessà, i portà cap a una disputa parlamentària, que portà a un cop d'estat del Canceller Engelbert Dollfuß que convertí la República en l'austrofeixisme. El paper de Renner com a president del Consell Nacional fou controvertit, tot i això el 4 de març de 1933 fou destituït i el 7 de març el parlament fou clausurat.

## Austrofeixisme i nazisme, inactivitat política
Tot i que de bon començament tot i la clausura del parlament, el Partit Socialdemòcrata i Renner continuaren exercint activament, el règim s'anà endurint fins que la censura, i la pressió el règim va explotar i es van produir uns fets coneguts com a la Guerra Civil Austríaca, tot i que es considerà que durà tan sols del 12 al 16 de febrer de 1934. Després d'això la socialdemocràcia quedà inactiva.
Renner donà un cert suport a la unió amb Alemanya, però després se'n desvinculà pel nazisme. Durant l'Anschluss i el nazisme va estar completament desvinculat de la política. Tot i això es considera que les autoritats nazis van ser permissius amb ell, ja que "tan sols" va estar sota arrest domiciliari a casa seva a Gloggnitz (Baixa Àustria).

## Canceller d'Àustria, segon mandat (1945)
Després de la derrota de l'Alemanya Nazi a la Segona Guerra Mundial, Renner fou alliberat i juntament amb els polítics tornats de l'exili, el 27 d'abril de 1945 va formar un govern provisional amb el seu partit (socialdemòcrata), el Partit Popular (conservador, antics membres del Partit Socialcristià) i el Partit Comunista. Renner abandonà definitivament la teoria de la unió amb Alemanya i apostà fortament per la independència d'Àustria. El seu govern fou marcat per les negociaicions amb la Unió Soviètica tant amb els Estats Units com el Regne Unit. Renner va satisfer les expectatives inicials dels dos bàndols de la Guerra Freda.
El seu govern elaborà una nova constitució i convocà noves eleccions per al 25 de novembre de 1945, aquestes eleccions, però foren guanyades per majoria absoluta pel Partit Popular (85 diputats de 165 i el 49,8% dels sufragis) mentre que el Partit Socialdemòcrata de Renner va obtenir 76 diputats i el 44,6% dels sufragis, els comunistes obtingueren 4 escons. Tot i la majoria absoluta conservadora, les pressions de la Unió Soviètica van fer que continuessin els tres partits al govern, però aquest cop Renner es va veure obligat a deixar la cancelleria a Leopold Figl, del Partit Popular.

## President d'Àustria (1945-1950)

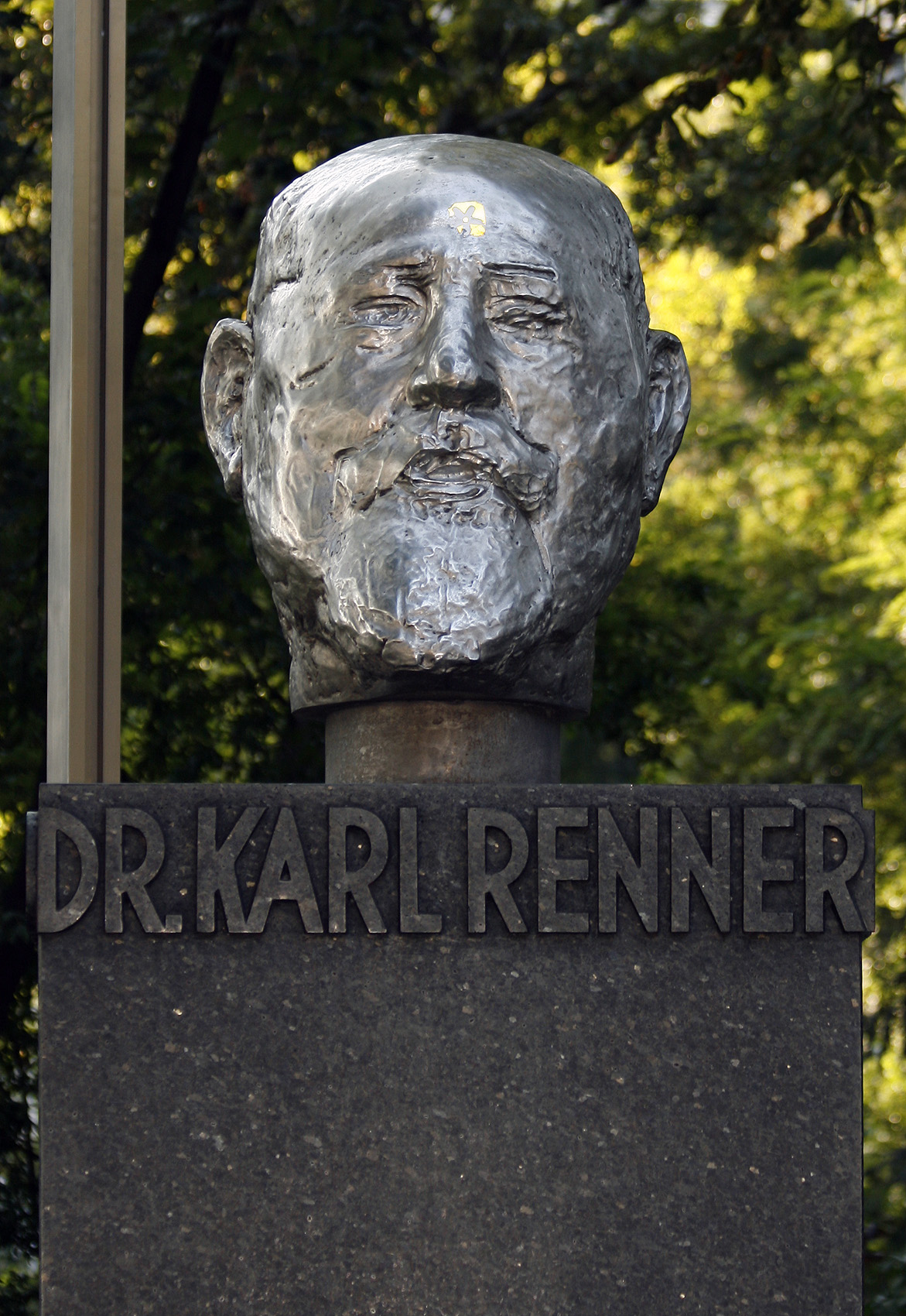
Monument a Karl Renner, situat al costat del Parlament Austríac, a Ringstraße, Viena

Després de deixar la cancelleria, el 20 de desembre de 1945 fou elegit al Nationalrat com a President de la República amb els vots dels tres partits del govern. La seva presidència no té fets importants, ja que la cara visible al país l'ostentava el canceller Leopold Figl.

## Mort
Renner morí el 31 de desembre de 1950 a Viena als 80 anys, a la seva residència presidencial, ja que quan morí ocupava encara el càrrec de president, que havia de deixar el 1951; el substituí provisionalment el canceller Figl.